# Pont-sur-Sambre
 Pont-sur-Sambre  es una población y comuna francesa, en la región de Norte-Paso de Calais, departamento de Norte, en el distrito de Avesnes-sur-Helpe y cantón de Berlaimont.

## Demografía
| 2700 | 2716 | 2749 | 2595 | 2443 | 2564 |
| Para los censos de 1962 a 1999 la población legal corresponde a la población sin duplicidades (Fuente: INSEE [Consultar]) |      |      |      |      |      |